# Sumire Kanzaki
Sumire Kanzaki (神崎 すみれ?, Kanzaki Sumire) è un personaggio della serie di anime e videogiochi Sakura Wars, ideata da Ōji Hiroi. Il character design del personaggio è di Kōsuke Fujishima. Sumire è doppiata in originale da Michie Tomizawa.
Sumire è uno dei membri della Flower Division, un immaginario corpo speciale dell'esercito giapponese di inizio secolo, specializzato nel combattere le forze del male ed i demoni, attraverso l'utilizzo della propria energia psichica.

## Biografia del personaggio
Figlia di Hinako e Shigeki Kanzaki, Sumire è l'unica erede dell'enorme fortuna della prestigiosa famiglia Kanzaki, detentrice di un impero fatto di industrie e strutture in tutto in Giappone. Dotata di una grandissima autostima, Sumire è convinta che le sue opinioni valgano più di quelle degli altri, ed ha bisogno di sentirsi sempre al centro delle attenzioni. Questo suo atteggiamento supponente, finisce sempre per metterla in contrasto con le compagne e soprattutto con Kanna, che ha l'hobby di "smontare" continuamente Sumire.
Attrice di grande talento, Sumire si è autoproclamata "top star" della "Flower Division" e difende con fierezza questa posizione, a dispetto di ciò che gli altri pensano. Nonostante le apparenze di "prima donna" indifesa e decisamente snob, Sumire nasconde anche un altro lato del proprio carattere. Infatti la giovane è maestra dello stile Kanzaki Fujin Ryu di naginata, ed è indiscutibilmente una delle combattenti della Flower Division maggiormente aggressiva.
Nel corso di una visita alle industrie Kanzaki di suo nonno, quando era piccola, la società stava lavorando sullo sviluppo dei Koubu. Purtroppo, tutti i piloti forniti dall'esercito imperiale per provare i koubu a si erano rivelati spiritualmente troppo deboli e nessuno di loro era riuscito a muovere i Mecha. Nonostante la giovanissima età, Sumire si propose per pilotare il mecha e sorprendentemente dimostrò una forza spirituale così massiccia da riuscire a pilotare il pesante mezzo senza alcuna difficoltà.
Questo accadimento aprì la strada ai successivi test e prove sui koubu. Per tale ragione Sumire sente un forte senso di possesso sull'intera Flower Division, dato che secondo la sua opinione, tutto ciò che è stato realizzato è stato solo grazie a lei.